# Tapeigaster luteipennis
Tapeigaster luteipennis är en tvåvingeart som beskrevs av Mario Bezzi 1923. Tapeigaster luteipennis ingår i släktet Tapeigaster och familjen myllflugor. Inga underarter finns listade i Catalogue of Life.